# Öjesjön, Ångermanland
Öjesjön är en sjö i Härnösands kommun i Ångermanland och ingår i Gådeåns huvudavrinningsområde. Sjön har en area på 2,69 kvadratkilometer och ligger 101,2 meter över havet.

## Delavrinningsområde
Öjesjön ingår i det delavrinningsområde (694505-159545) som SMHI kallar för Utloppet av Öjesjön. Medelhöjden är 122 meter över havet och ytan är 11,45 kvadratkilometer. Räknas de 13 avrinningsområdena uppströms in blir den ackumulerade arean 63,65 kvadratkilometer. Brånsån som avvattnar avrinningsområdet har biflödesordning 2, vilket innebär att vattnet flödar genom totalt 2 vattendrag innan det når havet efter 15 kilometer. Avrinningsområdet består mestadels av skog (63 procent). Avrinningsområdet har 2,67 kvadratkilometer vattenytor vilket ger det en sjöprocent på 23,3 procent.